# Arbeitsparlament
Als Arbeitsparlament werden Parlamente bezeichnet, deren Bearbeitung von Gesetzesvorlagen überwiegend in den Parlamentsausschüssen (Gliederung nach Sachlogik) und Fraktionen (Gliederung nach Parteilogik) stattfindet, wo diese einzeln durchgearbeitet werden. Die Debatten im Plenum eines Arbeitsparlaments haben hauptsächlich eine Informationsfunktion und dienen dem Austausch von Argumenten vor der Öffentlichkeit. Das Parlamentsplenum ist somit auch als eine Art Arena zum Überzeugen potentieller Wähler anzusehen. Daher sind in vielen Plenardebatten auch nur die an der Erarbeitung beteiligten Parlamentarier anwesend. Im Gegensatz dazu werden in den Ausschüssen zumeist weniger offensiv und öffentlichkeitswirksam, sondern vielmehr konstruktiv und parteiübergreifend Fragestellungen kritisch erörtert.
Beispiele für ein solches Arbeitsparlament sind der Deutsche Bundestag, das Parlament der Schweiz, der US-Kongress oder das Europaparlament.
Das Gegenteil des Arbeitsparlaments ist das Redeparlament. In diesem werden Gesetzesvorlagen überwiegend im Plenum bearbeitet.